# کمیته المپیک غنا
کمیته المپیک غنا (انگلیسی: Ghana Olympic Committee) یک سازمان ورزشی است که نماینده کشور غنا در کمیته بین‌المللی المپیک می‌باشد.
این سازمان که در سال ۱۹۵۱ تأسیس شده مسئول آماده‌سازی و اعزام ورزشکاران به بازی‌های المپیک، بازی‌های المپیک جوانان و بازی‌های آفریقایی است.

لوگو پیشین